# Kámen (Ještědsko-kozákovský hřbet)
Kámen (440 m n. m.) je vrch v okrese Semily v Libereckém kraji. Leží asi 1,5 km severozápadně od obce Holenice, na katastrálním území Rovensko pod Troskami a Křečovice pod Troskami

## Geomorfologické zařazení
Vrch náleží do celku Ještědsko-kozákovský hřbet, podcelku Kozákovský hřbet, okrsku Komárovský hřbet, podokrsku Holenická pahorkatina a Bítouchovské části.

## Přístup
Automobilem lze nejblíže dojet západně od vrchu do Bítouchova. Z jižní části této vsi vede modrá turistická značka po jižním svahu Kamene.